# 2005年名古屋市長選挙
2005年名古屋市長選挙は、日本の地方自治体である名古屋市の執行機関である名古屋市長を選出するために行われた選挙で、2005年（平成17年）4月10日に告示され、4月24日に投票が行われた。

## 概要
現職の市長松原武久の任期満了に伴う選挙である。
3期目を狙う松原に対し、愛知県労働組合総連合事務局長の榑松佐一が共産党推薦で立候補する一騎打ちの選挙戦となった。
また、民主党衆議院議員の河村たかしも出馬の意向を示し、公約の発表も行っていたが、平野博文民主党幹事長代理らの説得を受けて立候補を断念した。（河村は2009年名古屋市長選挙に立候補し、当選）

## 立候補者
下表の通り、2名が立候補した。立候補届出順。
| 候補者名 | 年齢 | 性別 | 所属党派 | 推薦・支持               | 新現元別 | 備考                                |
| -------- | ---- | ---- | -------- | ------------------------ | -------- | ----------------------------------- |
| 松原武久 | 68   | 男   | 無所属   | 自由民主党 民主党 公明党 | 現       | 名古屋市長（2期）。元名古屋市教育長 |
| 榑松佐一 | 49   | 男   | 無所属   | 日本共産党               | 新       | 愛知県労働組合総連合事務局長        |

## 結果
開票結果は下記の通り
※当日有権者数：1,710,638人 最終投票率：27.50%（前回比：-3.91pts）
| 候補者名 | 年齢 | 所属党派 | 新旧別 | 得票数    | 得票率 | 推薦・支持   |
| -------- | ---- | -------- | ------ | --------- | ------ | ------------ |
| 松原武久 | 68   | 無所属   | 現     | 320,149票 | 69.64% | 自民民主公明 |
| 榑松佐一 | 49   | 無所属   | 新     | 139,576票 | 30.36% | 共産         |